# Dessin
Pour les articles homonymes, voir Dessin (homonymie).

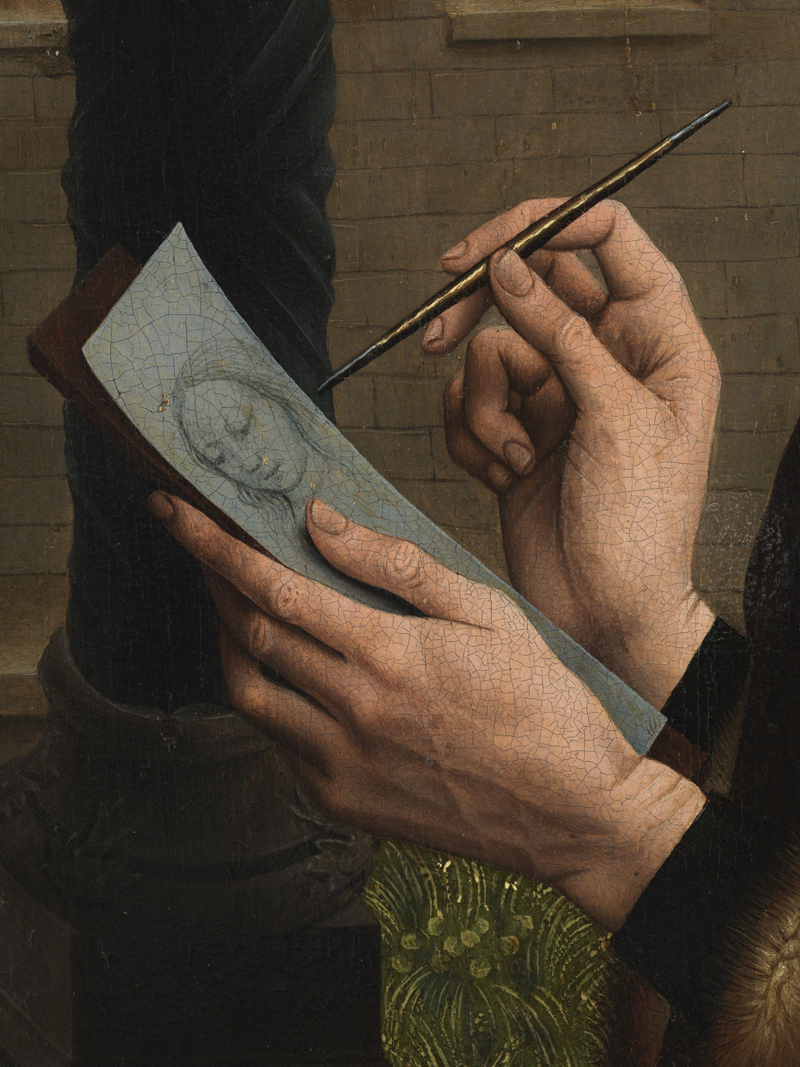
Disciple de Rogier van der Weyden, Saint Luc dessinant la Vierge, vers 1491-1510.

Le dessin est une technique de représentation visuelle sur un support plat. Le terme « dessin » désigne à la fois l'action de dessiner, l'ouvrage graphique qui en résulte, et la forme d'un objet quelconque.
Le « dessin linéaire » représente les objets par leurs contours, leurs arêtes et quelques lignes caractéristiques ; au-delà de cette limite, le dessin se développe en représentant le volume par les ombres, souvent au moyen des hachures, incorpore des couleurs, et rejoint, sans transition nette, la peinture.
Le mot s'est écrit indifféremment « dessein » ou « dessin » jusqu'au XVIIe siècle, impliquant la notion d'intention, de projet, dans un travail de plus grande portée, en architecture, en peinture, en gravure.
L'essor de la production industrielle au XIXe siècle a fait distinguer rigoureusement le dessin d'art et le dessin technique, une forme très codifiée de dessin linéaire qui vise plus à communiquer les informations précises nécessaires à la fabrication ou à l'utilisation d'un objet ou d'un bâtiment qu'à en donner une évocation visuelle. À partir du milieu du XXe siècle, design, un mot anglais qui réunit les deux sens de dessin ou dessein, désigne ce qu'un de ses promoteurs, Raymond Loewy, appelait esthétique industrielle.

## Définition

### Histoire
Le sens du terme « dessin » évolue avec l'histoire des arts visuels. Le mot dessin est tiré de dessigner, avec l'influence de l'italien disegno signifiant représentation graphique (1444). Le terme italien signifiait à la fois la pratique, et le projet ou intention. Ce double sens a été conservé avec le mot français dessein. Ce n'est qu'au milieu du XVIIIe siècle que dessin (sans e après ss) ne signifie plus que la représentation. Le terme anglais design, qui vient de l'italien designo et du français dessein, a conservé le sens de projet ou de conception. Il faut envisager les deux sens du mot, même si l'amateur peut s'intéresser aux dessins produits à titre de préparation d'un ouvrage aussi bien qu'à ceux valant pour eux-mêmes (Jacquet 2010).
Le dessin, comme projet d'un ouvrage, se trouve partout dès le Moyen Âge dans les arts plastiques, y compris l'orfèvrerie et la mode. Il résume et développe la pensée plastique de l'auteur, et lui permet de la présenter à ses clients ou commanditaires, sous une forme plus légère et demandant moins de temps que la réalisation définitive. Les dessins n'étaient pas en général destinés à être conservés ; cependant, selon Paul Valéry, « le souci de la personne et de l'instant l'emportant sur celui de l'œuvre en soi et de la durée, la condition d'achèvement a paru […] contraire à la « vérité », à la « sensibilité » et à la manifestation du « génie » […] l'esquisse a valu le tableau ». Le goût s'est ainsi porté vers les projets, études et dessins préparatoires ; cette évolution commence en France à la fin du XVIIIe siècle. La première exposition des dessins du Cabinet du Roi a eu lieu au Louvre en 1797.
La conception du dessin comme un art autonome, ne visant à rien d'autre que lui-même, naît des discussions dans le milieu des artistes et des amateurs sur les qualités plastiques et les principes gouvernant la peinture. La Querelle du coloris oppose au XVIIe siècle les partisans de la couleur à ceux du dessin. Le « dessin », dans ces discussions, ne dépend ni de la technique, ni du support. Il s'agit principalement de la ligne de contour des sujets, opposée à la surface colorée et à ses modulations, comme l'a fait Léonard de Vinci. Les polémiques opposent ceux qui prennent exemple sur Poussin pour privilégier le dessin, allant jusqu'à considérer avec méfiance le raccourci, les recouvrements de personnages, les ombres fortes, à ceux qui, admirant Rubens, accordent plus de valeur à ceux qui savent nuancer, juxtaposer, organiser les couleurs, avec une touche visiblement variée. Ce sens restreint du « dessin », associé à la perspective linéaire, va se poursuivre jusqu'au XXe siècle. Les rapports entre dessin et peinture fluctuent. L'impressionnisme reproche en général au dessin le caractère intellectuel et contraignant que lui attribuent les courants picturaux qui l'ont précédé. Le cubisme renoue avec le dessin, sans l'obligation de présenter, par la perspective, un point de vue unique.
Avec Flaxman commence une succession d'artistes qui ne présentent que le dessin linéaire. Au XIXe siècle, les dessinateurs trouvent avec la lithographie et le dessin de presse des moyens de vivre de leur activité, sans nécessairement produire autre chose. Bien que les techniques de reproduction contraignent un peu leur style, ils peuvent aussi bien réaliser des peintures dessinées, rendant le clair-obscur par des hachures, que des purs dessins linéaires, comme l'ont fait Picasso, Matisse ou André Lhote.
Le dessin animé emploie depuis son invention dans les années 1920 des quantités de dessinateurs.
Dans le dernier tiers du XXe siècle, la bande dessinée cesse de s'adresser spécifiquement aux enfants et le dessin narratif, nourri des techniques du dessin de presse, du cinéma, de la littérature, devient une des branches importantes de l'art du dessin.

### Dessin et peinture

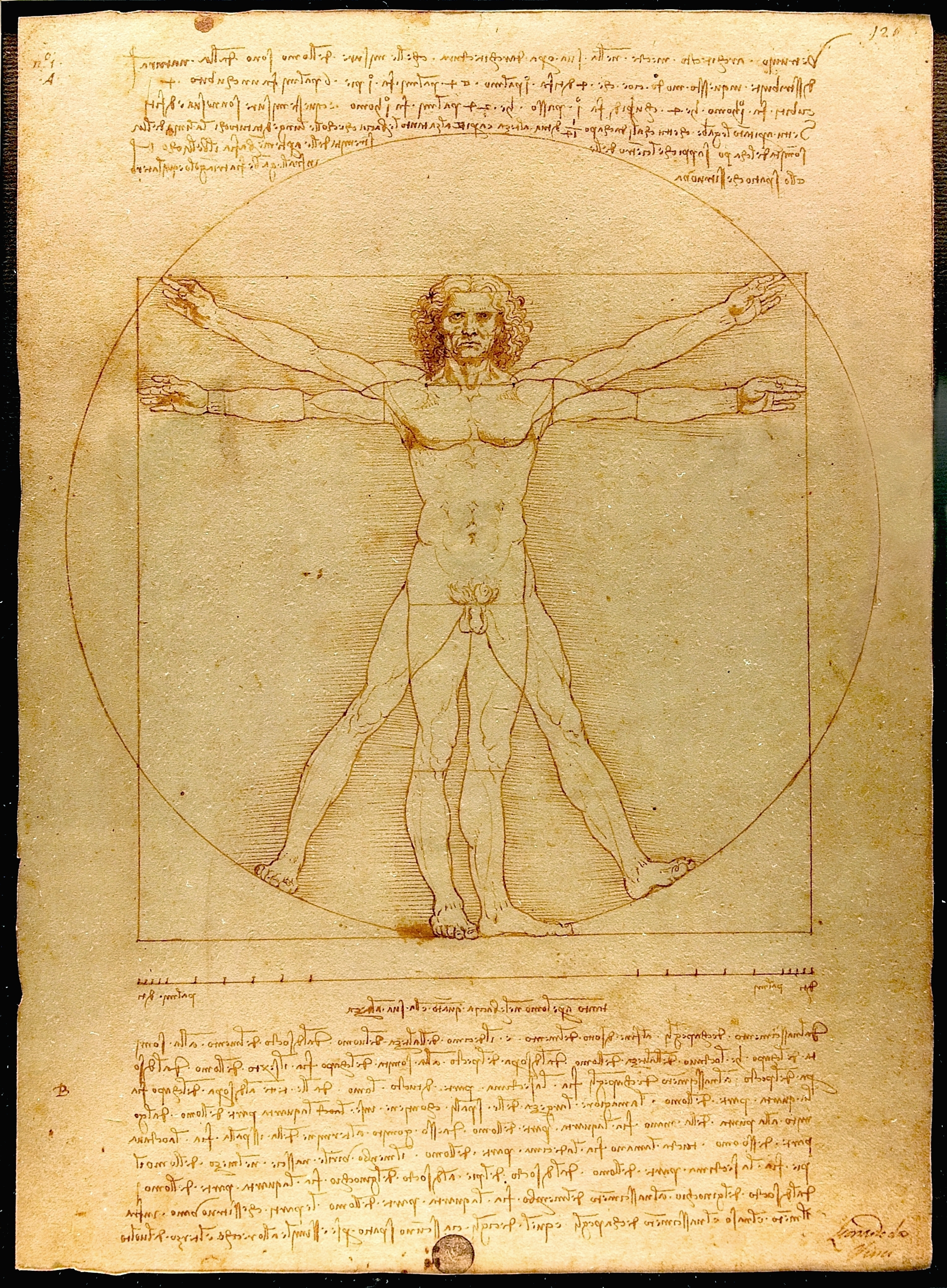
Léonard de Vinci, Homme de Vitruve (vers 1492).

Lorsque le projet graphique vise à la durée, choisissant son matériel à cet effet, on parle de peinture. L'acte de dessiner, sur pierre ou sur plâtre, sur bois, sur toile peut bien en être à la base : la peinture se définit, par opposition au dessin, comme devant durer.
Si pour Léonard de Vinci, le dessin du contour est une partie de la peinture, pour Braquemond, quatre siècles plus tard, « le mot « dessin » résume tous les termes de la langue des arts plastiques (…) Les expressions : trait, modelé, couleur, ornement, forme, ligne, valeur, effet, etc. ne servent que pour aider par l'analyse à la signification du mot dessin ».
Il n'y a pas de différence fondamentale entre le dessin et la peinture, si ce n'est que, d'après certains théoriciens de l'art, le dessin est monochrome dans son essence, la peinture colorée. Mais des dessins peuvent être en couleurs, soit directement dans le tracé, soit par coloriage dans un deuxième temps. Une peinture peut être linéaire et peut être monochrome comme c'est le cas des grisailles. La plupart des peintures, surtout lorsqu'elles sont figuratives, sont préalablement dessinées, ou dessinées en cours d'élaboration. On dessine aussi bien avec une brosse large qu'avec un crayon affûté, même si la matière est différente. On parlera donc de dessin lorsque les contours, les tracés, demeurent apparents, par rapport à des œuvres où dominent taches colorées, aplats de couleur.
Le dessinateur Alfred Kubin, traitant du dessin, non comme projet, mais « comme une fin en soi immédiate », écrit : « Cet art répond à une modeste impulsion. Il ne rivalise pas avec les phénomènes de la nature mais se contente d'en produire des signes. Il est symbolique ». C'est, pour lui, cette modestie qui distingue le dessinateur, qui l'amène à limiter son domaine d'exploration au papier et à l'encre de Chine, à la plume et au pinceau, qu'il étudie à fond. « Ma contemplation intérieure s'est éclaircie : ma vision s'est alors déplacée vers un assemblage de lignes aussi rigoureux qu'un système économique » (Kubin 2015, p. 37).

### Conservation des dessins
Les dessins ne sont pas conçus pour être conservés et exposés ; ces objectifs entraînent des procédés qui en entraveraient la légèreté et la spontanéité (Jacquet 2010). Ceci n'empêche que depuis la Renaissance, on a conservé comme des reliques précieuses les dessins et notes d'artistes vénérés comme Léonard de Vinci. Pour les conservateurs, ce qui caractérise le dessin, c'est sa fragilité. L'exposition à l'air et à la lumière jaunit les papiers et décolore les encres ; la flamme le détruit instantanément, l'humidité y favorise la moisissure ; sali, le dessin est difficilement nettoyé ; les pigments poudreux des crayons, fusains, craies et sanguines passent d'une page sur l'autre ; le papier se plisse définitivement en cas de mauvaise manipulation (VTT, p. 1111sq). Les vernis dits fixatifs pénètrent le papier, et ne peuvent, s'ils ont jauni, être éliminés et remplacés.
La conservation des dessins sur papier implique en général un traitement biocide chimique ou par rayonnement ionisant (VTT, p. 1129-1130). Dans les collections des musées, les dessins sont conservés dans des locaux spécialement prévus, et ne sont présentés qu'occasionnellement, dans des salles à l'éclairage atténué. La mise en valeur du dessin inclut souvent un large passe-partout et une vitre de protection ; les originaux non montés se présentent sur un champ, dans une vitrine peu inclinée.
Les conservateurs doivent encore, pour organiser et valoriser les collections, identifier les auteurs. Les artistes n'ont souvent pas signé ce qu'ils considéraient comme des documents de travail. Les inscriptions peuvent être le fait de marchands ou de collectionneurs qui ont attribué à un maître ce qui est en fait une copie.

### Dessin et gravure
Le dessin est généralement plus que le projet d'une gravure. Un maître comme Dürer pouvait dessiner sur le bois, et laisser à un de ses compagnons, anonyme, le soin de le creuser ; mais il avait tracé chacune des lignes de la gravure. Dans le cas où la gravure prenait pour sujet des tableaux célèbres, l'interprétation revenait au graveur, qui lui donnait parfois, bien que le dessin soit dans l'ensemble conforme à l'original, un caractère assez différent, comme Marcantonio Raimondi pour Raphaël.
L'eau-forte reproduit directement (inversés gauche-droite) les traits qu'un artiste a dessinés sur le support.
Au XIXe siècle, la lithographie sur pierre grenée permet aux artistes de dessiner au crayon en vue de la reproduction. Cependant, la contrainte de l'inversion du sujet, qui sera reproduit la droite à gauche, l'interdiction de poser la main sur le support, car elle le marque, poussent la plupart à dessiner d'abord sur papier un projet. Certains artistes laissent à des spécialistes l'interprétation sur la pierre. La production de lithographies connaît une première spécialisation des dessinateurs ; la fabrication d'une lithographie des Voyages pittoresques et romantiques dans l'ancienne France peut faire appel à un dessinateur d'après nature, un lithographe pour le paysage, un pour les figures, un pour la lettre.
La photogravure affranchit le dessinateur de la plupart des difficultés techniques ; il lui suffit de connaître les limites propres à la technique d'impression pour laquelle il travaille. En dessin de presse et en bande dessinée, l'artiste produit en général un dessin linéaire « au trait », encre noire sur papier blanc ; la reproduction photographique élimine la mise en place au crayon et les repères posés en bleu. Les dessins originaux, avec toutes ces marques ou l'on sent « la main et le génie de l'auteur », peuvent devenir des pièces de collection.

## Technique
La technique du dessin évolue avec les supports et les outils. Les hommes préhistoriques dessinent sur des parois, sur des roches, des os, en utilisant d’une part l’incision et d’autre part les pigments colorés appliqués au moyen d’outils rudimentaires. Le dessin plus proche des conceptions actuelles apparaît avec les supports tels que le papyrus, le parchemin, puis le papier, et les outils de traçage comme le calame (roseau), la plume d’oiseau taillée. En Orient prédomine le pinceau. Les Romains utilisent les pointes de métal, ancêtres de la mine de crayon moderne sur un support préparé, enduit d'un mélange, généralement constitué de pigments, de blanc d’Espagne, de gomme arabique et de poudre d’os.
À la fin du XIXe siècle, Jules Adeline définit le dessin comme représentation des objets à l'aide de traits de plume ou de crayon, parmi lesquels se distinguent les dessins aux deux et aux trois crayons, qui sont la pierre noire, la craie blanche et la sanguine, mais aussi le fusain. On distingue aussi les instruments annexes du dessin, règles et compas dont on se passe dans le dessin à main levée.
Le dessin profite aujourd'hui de matériel et de logiciel informatiques qui, l'affranchissant de la réalisation matérielle, permettent des tracés lissés et des possibilités de correction infinies — si toutefois c'est le but de l'artiste.

### Éléments matériels
Le support est le plus souvent du papier, mais peut être toute autre matière. Le dessin au tableau noir a, plus encore que les autres, vocation à l'impermanence. On dessine soit sur des feuilles libres, soit sur des carnets ou cahiers, au crayon ou au fusain pour les techniques sèches, tandis que les techniques humides y déposent de l'encre à la plume ou au pinceau.
Tout ce qui est susceptible de laisser une trace peut servir d'outil, à commencer par les doigts. Les craies, les fusains, les crayons, les plumes, les pinceaux, les stylographes (à bille, à plume, tubulaires), les feutres déposent de la matière sur le support ; les pointes, burins ou canifs en enlèvent, pour le dessin gravé ou le graffiti. Depuis la fin du XXe siècle, on dessine sur ordinateur.

### Systèmes de représentation

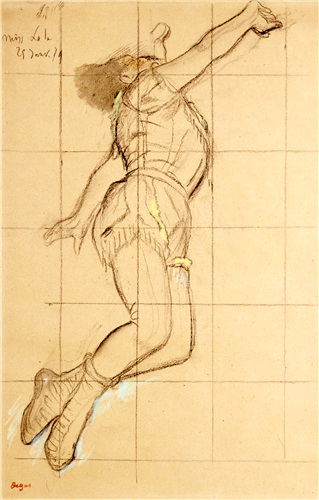
Raccourci dans un dessin d'observation mis au carreau. Edgar Degas, Étude pour Miss Lala au cirque Fernando (1879).

Selon une conception classique, dessiner consiste essentiellement à délimiter par des traits les contours de l'objet à représenter. C'est une des différences essentielles que Heinrich Wölfflin distingue dans ses Principes fondamentaux de l'histoire de l'art entre le graphique (dessin) et le pictural (peinture).
Ceci implique une démarche d'interprétation et de synthèse : passer d'un objet en volume à un dessin plat nécessite un choix de représentation. Soit l'articulation des éléments graphiques peut éviter la perspective, soit celle-ci peut être empirique et spontanée, soit celle-ci obéit à un système de placement des lignes : perspective cavalière, perspective « italienne » conforme à une vision basée sur la projection, comme si le dessin était une fenêtre sur l'objet représenté ainsi que l'écrivit Alberti. L'application des règles de la perspective à des figures humaines ou animales s'appelle le raccourci (VTT, p. 66).

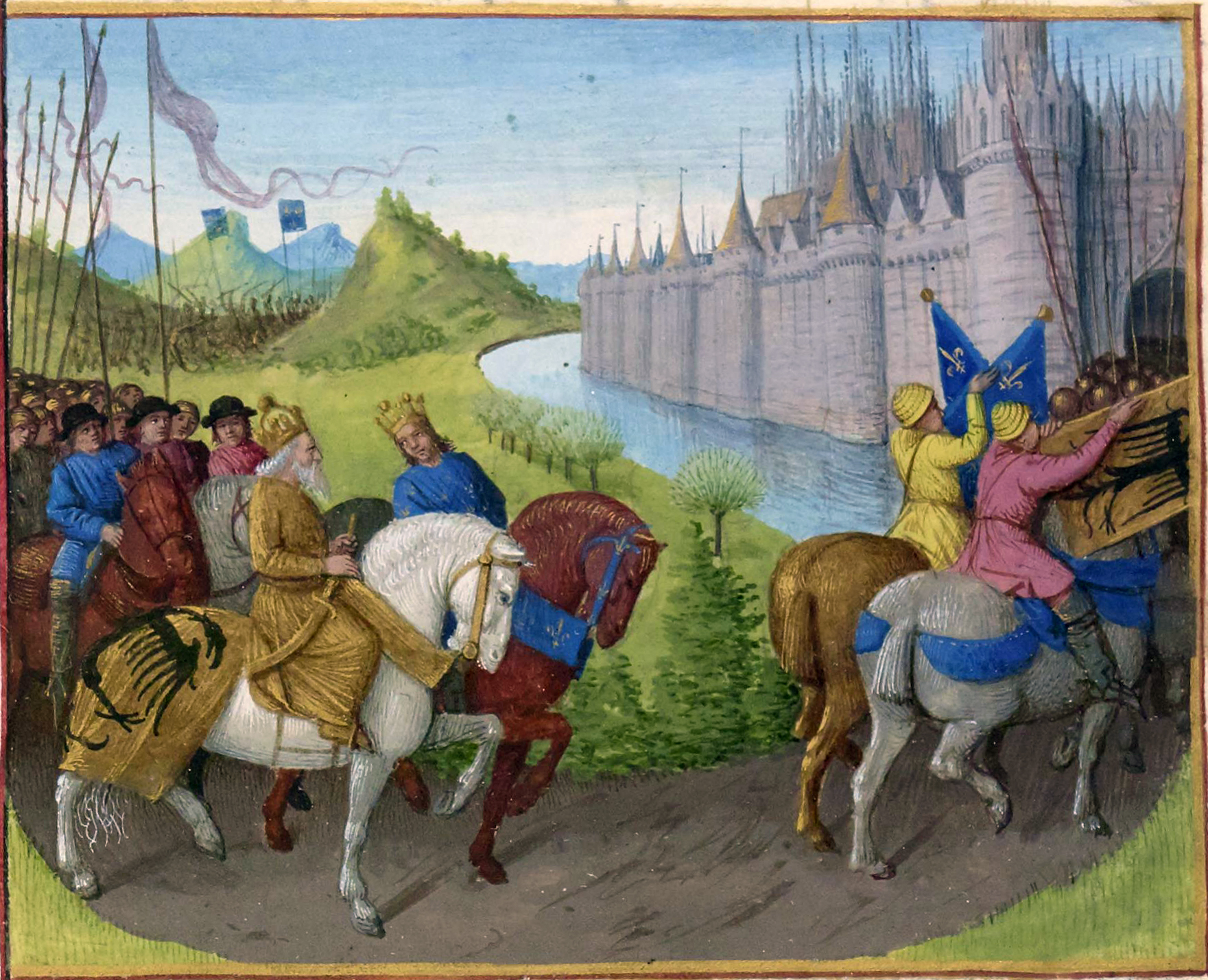
Perspective empirique : Jean Fouquet, Arrivée des croisés à Constantinople.

Le dessin peut obéir à des notions qui ne tiennent pas compte des lois géométriques de l'optique ou qui ne les considèrent pas comme primordiales. Représenter une montagne plus petite qu'un personnage peut paraître illogique, bien que la perspective puisse l'exiger. Les personnages sont quelquefois représentés à proportion de leur importance dans la société. Les conventions des différentes civilisations tentent de concilier les aspects qu'on considère primordiaux. Quand les traits caractéristiques du sujet priment, on parle — surtout en égyptologie — d'aspectivité. Le dessin obéit à des conventions et des codes : pour les Égyptiens, un œil est représenté de face, mais un visage de profil, un torse de face et les jambes de profil. Jean Fouquet dessine l’Arrivée des croisés à Constantinople vue par un spectateur central : à gauche les cavaliers de face, au centre de profil, et à droite de dos, comme si le spectateur tournait la tête, la route étant droite. Plus près de nous, l'apparition de la photographie a permis de représenter exactement un instant de la course d'un cheval au galop ; toutes les représentations passées étaient « fausses » anatomiquement, mais restent expressives.
Le dessin peut reporter les contours de manière précise et fidèle (considérant qu'il est vu par un système optique tel que la chambre claire ou l'appareil photographique), ou le trait peut subir des déformations et des distorsions qui vont accentuer certains caractères du modèle, possiblement jusqu'à la caricature, ou exprimer simplement les goûts et la sensibilité du dessinateur.
La représentation du volume se fait généralement par le raccourci, renforcé par les modulations de la lumière et les ombres. Ces modulations de luminosité, qu'on appelle valeur dans le contexte du dessin et de la peinture, s'obtiennent par traits successifs formant hachures, par remplissage avec variation de la pression selon l'intensité souhaitée, estompage en frottant à la main ou avec un outil, gommage pour éclaircir, etc. ; certaines techniques étant adoptées par certains et réprouvées par d'autres.

## Types de dessin

### Croquis, études, esquisses

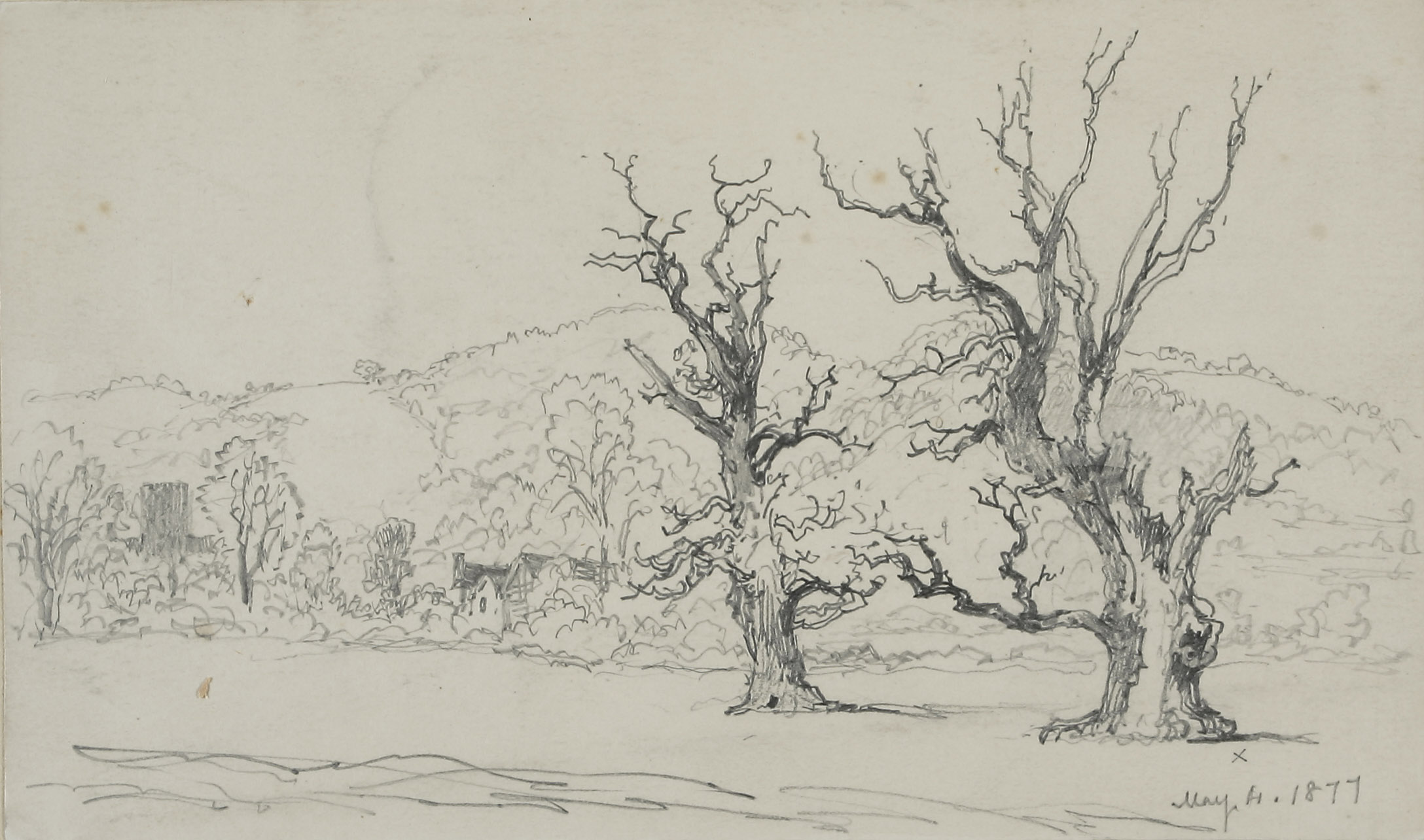
Étude, par un membre de la famille Lines, XIXe siècle.

La rapidité d'exécution caractérise le croquis, dessiné face au sujet. Les esquisses sont les premières idées pour un travail important. Les études, généralement plus élaborées, servent à l'apprentissage général ou à celui d'un élément difficile d'un projet.
Le croquis doit saisir l’essentiel sans s’attarder sur les détails. Il sert de notation et d’exercice. Sa rapidité d’exécution fait du « geste » graphique un élément important de son caractère.
Croquis et esquisses servent dans tous les types de dessin.

### Dessin d'art
Le dessin d'art utilise toutes les techniques graphiques possibles dans une démarche ou une intention artistiques et à destination du marché de l'art.

### Dessin d'observation
Le dessin d'observation se définit, par opposition au dessin d'imagination, comme un moyen de communiquer à d'autres l'apparence d'un objet. Dans l'enseignement général, sa pratique sert à la fois à l'apprentissage des bases du dessin et au développement des capacités d'observation ; mais les classes de dessins se basent aussi souvent sur l'expression artistique, les autorités donnant la préférence à l'un ou à l'autre selon les époques.

### Dessin technique
Le dessin technique s'est détaché du dessin artistique pendant l'essor de l'industrie, vers la fin du XIXe siècle.
Le dessin technique, ou dessin industriel, est une discipline transversale fondement de la communication technique, de la conception et de l'analyse systémique. Il est utilisé principalement en génie mécanique (bureau d'études, bureau des méthodes) et en génie civil (architecture).
Le dessin industriel conserve le sens d'origine du mot dessin : il est l'expression d'un projet, « pour communiquer sans aucune ambiguïté, notamment entre le concepteur (le Bureau d'Etude) et le fabricant (l'atelier) ». Quand le dessinateur conçoit l'apparence du projet, il s'appelle designer. Le français naturalisé américain Raymond Loewy a lancé cette activité comme profession indépendante des fabricants sous le nom d'industrial design, traduit encore en 1953 par dessin industriel ; il proposait qu'on l'appelle en français esthétique industrielle.

### Dessin d’architecture

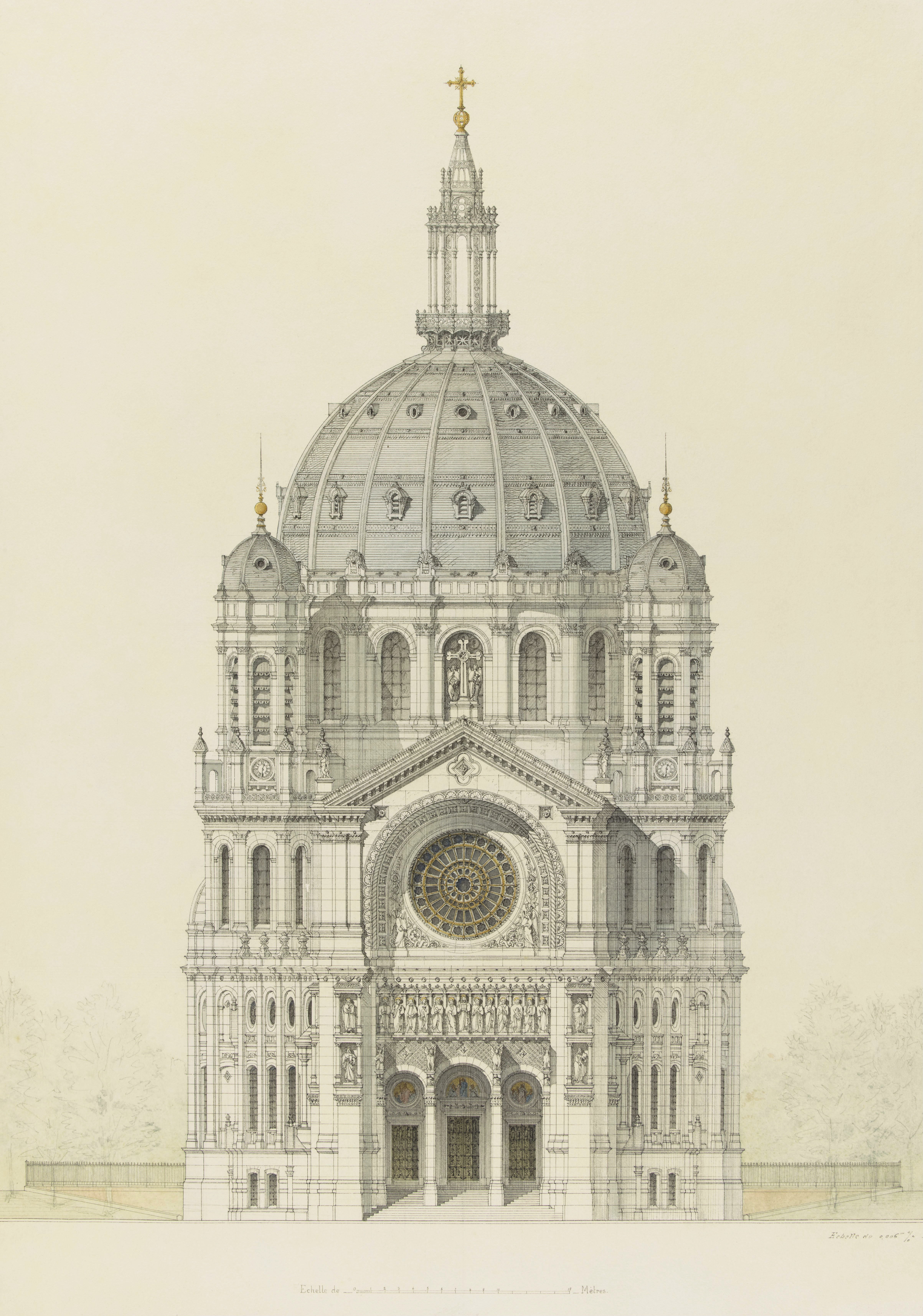
Victor Baltard, Église Saint-Augustin à Paris, élévation de la façade principale (1868-1871).

Le dessin est à la base du métier d’architecte, même si l’utilisation de l’outil informatique réduit l'importance des habiletés manuelles. C’est en dessinant, d’abord sous forme d’esquisse et de croquis, puis de dessins plus élaborés, que l’architecte trouve et précise son projet. Cette étape préliminaire de dessin à main levée est à peu près universellement pratiquée. L’étape suivante consiste à disposer les éléments indépendants de l'aspect visuel, comme les conduites de fluide, et effectuer les calculs de résistance des matériaux. On revient ensuite au dessin pour tracer les plans nécessaires aux constructeurs. Cette étape est maintenant effectuée par dessin assisté par ordinateur avec les logiciels propres à l’architecture. Elle se faisait au moyen des outils du dessin technique, le crayon ou le portemine à mine dure, la règle, l’équerre, le té, sur une table à dessin, puis un passage à l'encre au tire-ligne et plus tard au stylo technique.
L'architecte fournit aussi au commanditaire des plans de façades et des vues en perspective réalistes, en couleurs, avec des ombres qui indiquent le relief, et les éléments de décor qui vont donner vie à l’ensemble : plantes, personnages, véhicules, etc. L’architecte devait donc avoir une connaissance poussée de la perspective, rigoureusement construite. Selon le degré de précision de ces dessins, les accessoires pouvaient être traités d’une manière simplifiée, afin de ne pas prendre le pas sur l’essentiel, l’architecture. Chaque architecte pouvait avoir sa façon personnelle de traiter arbres, véhicules et personnages (dénommés grouillots dans le jargon des architectes). Les architectes ont dessiné de véritables œuvres d’art, souvent mises en couleurs à l’aquarelle. De nos jours, les logiciels 3D dispensent de la partie technique de ce travail, tandis que des illustrateurs spécialisés réalisent d’après les plans ou perspectives fournis par les architectes des dessins de présentation pour des projets non encore construits, pour la publicité et l'information des acheteurs potentiels.

### Dessin de sculpteur

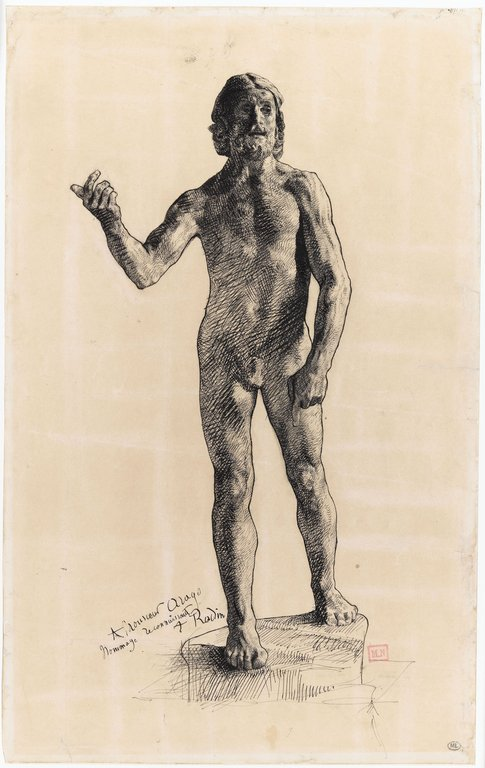
Auguste Rodin, Étude pour le saint Jean-Baptiste, vu de face.

Le dessin sert au sculpteur pour effectuer ses recherches. Il n’est pas une fin en soi, mais une étape de son travail, pour lui permettre de visualiser ses projets en vue d’une réalisation en volume, dont le rendu est donc prépondérant, par des zones ombrées avec ou sans dégradés, et l’absence ou la neutralité du fond. Tous les dessins de sculpteurs ne sont pas des chefs-d’œuvre du strict point de vue de la qualité du dessin, mais ils sont les témoins du travail de leur auteur, et certains sont des œuvres d’art à part entière.

### Dessin de mode
Le dessin dit de mode est employé dans tous les domaines de la création, des vêtements aux accessoires : chaussures, chapeaux, sacs, bijoux. Le dessin sert à préciser l’idée générale puis à l’affiner au niveau de la conception, avant de passer à la réalisation proprement dite. Le dessin de mode requiert une connaissance minimale de l’anatomie basée sur le squelette, qui détermine les positions et postures du corps, et parfois sur un traitement particulier des matières (textiles et autres). Un autre aspect du dessin de mode est la représentation des modèles selon le style propre au dessinateur, sans qu’il en soit lui-même le créateur, ce qui peut être alors une des formes du dessin de presse.
Le dessin est aussi à la base des créations de motifs pour les tissus, imprimés ou jacquards.

### Dessin de presse et caricature

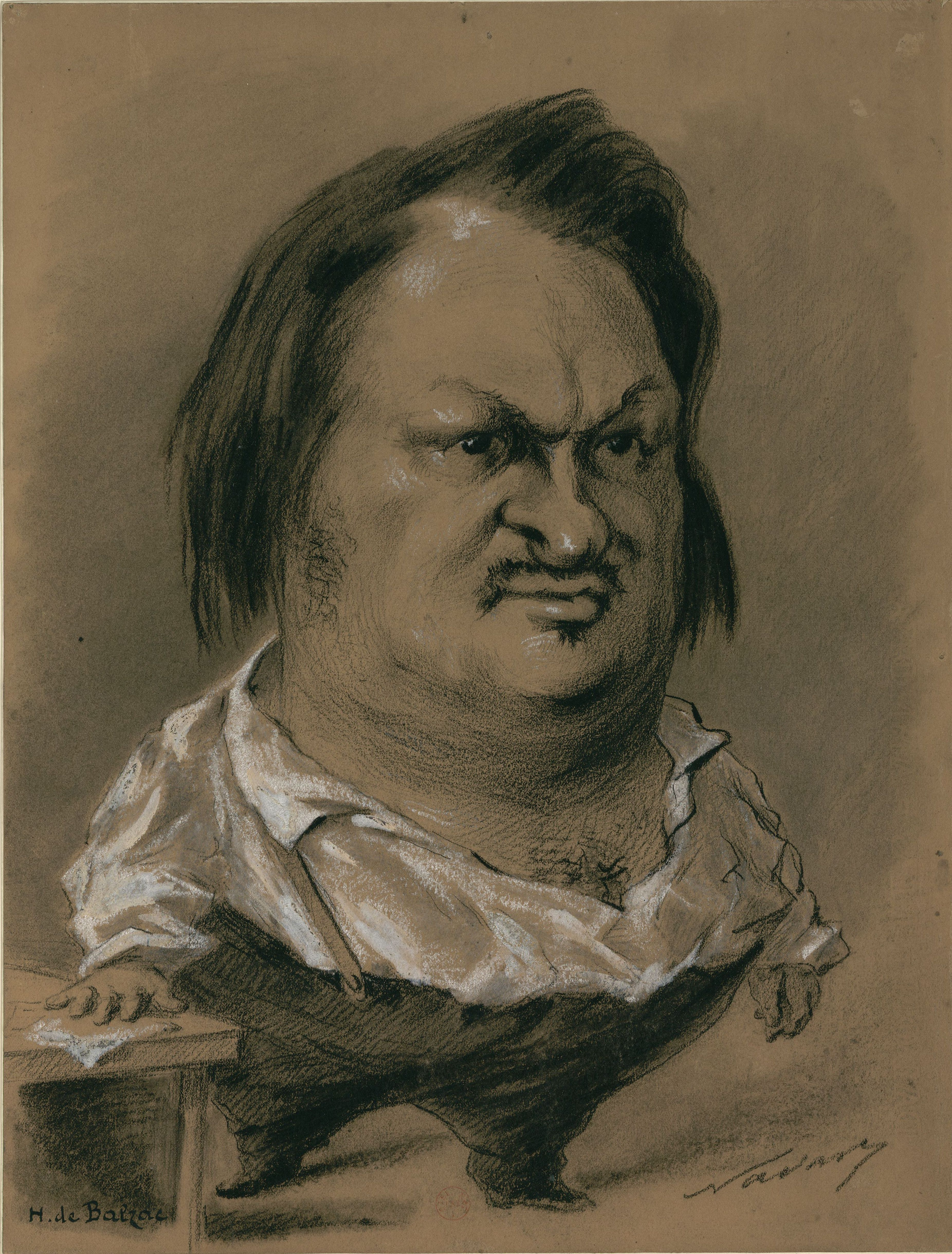
Nadar, Honoré de Balzac (1850).

Le dessin de presse, et souvent la caricature, ont pour destination la reproduction imprimée. On n'attend du spectateur qu'un bref moment d'attention. Le dessin de presse professe la simplification et l'exagération, et dépend le plus souvent de codes graphiques locaux.

### Bande dessinée
La bande dessinée combine l'art de raconter des histoires à celui de les représenter par le dessin. Souvent un scénariste s'associe avec un dessinateur. Une maison d'édition de bande dessinée peut aussi confier le dessin et le scénario à plusieurs artistes. Dans ce cas, les dessinateurs respectent un style graphique, et les scénaristes le caractère des histoires et de leurs personnages. Une série peut ainsi durer, comme celle des Pieds Nickelés, pendant plusieurs générations.
À partir du dernier tiers du XXe siècle, aussi bien en Europe (Duc 1981) qu'au Japon où le manga est très populaire, les dessinateurs de bande dessinée ont cherché à produire un style graphique personnel et caractéristique, qui contraste avec l'effacement de l'artiste pour la production d'un style défini par les éditeurs, fréquent auparavant.

### Dessin animé
Le dessin animé consiste à reproduire le mouvement en faisant se succéder des images représentant chacune un instant successif d'une action, comme au cinéma, à la différence que ces images sont dessinées.
Le dessin animé est un processus très long et industriel, qui implique le plus souvent de nombreux graphistes spécialisés. Certains définissent les personnages et leurs mouvements par des esquisses au crayons, mis au propre avec la qualité de superposition nécessaire par des traceurs-gouacheurs sur des feuilles transparentes. D'autres se consacrent au dessin des décors.
Le dessin animé recourt souvent, au XXIe siècle, aux techniques de dessin assisté par ordinateur.

### Dessin d'enfant

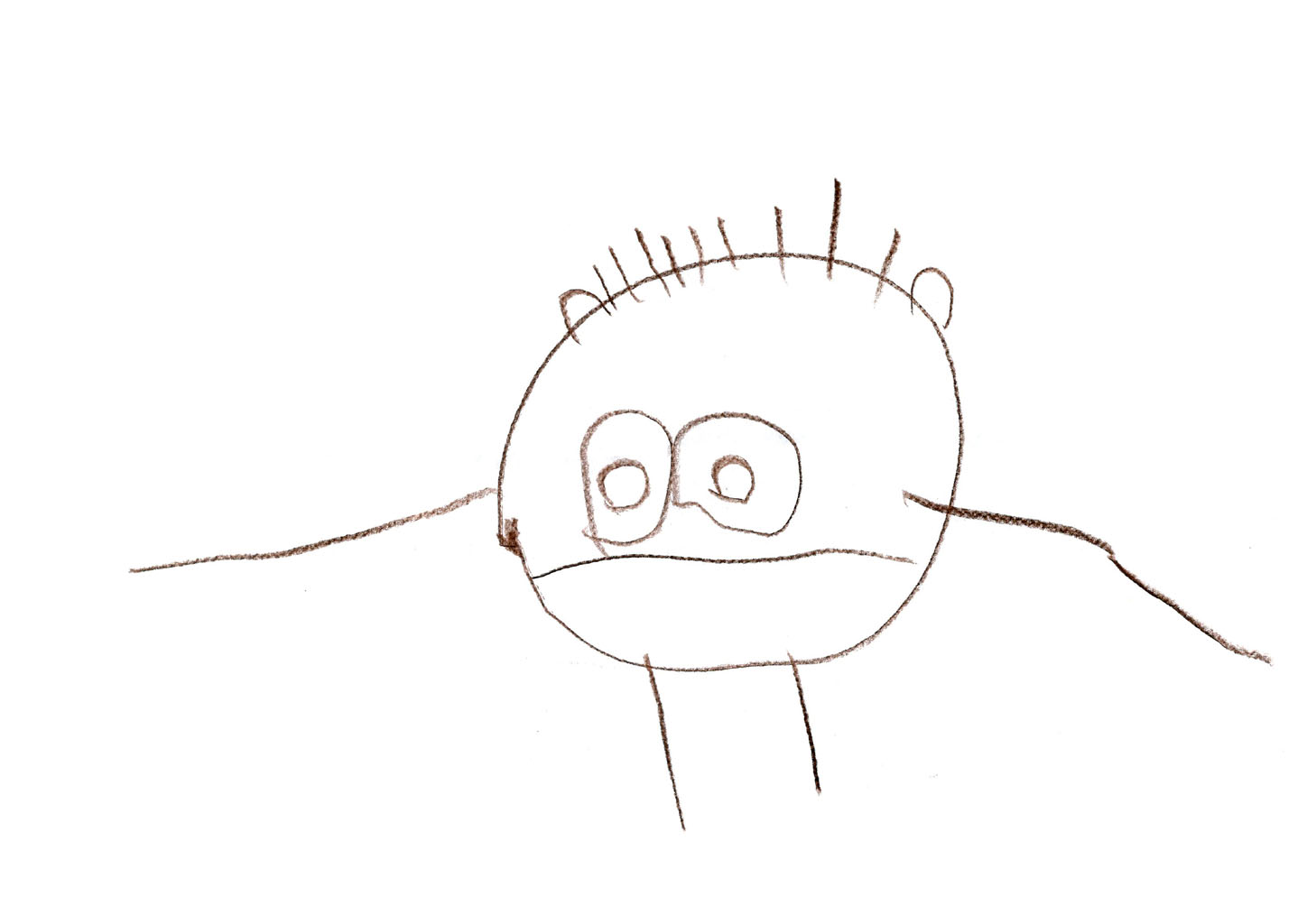
Dessin d'enfant (3 ans) : personnage.

Le dessin est souvent l'une des activités spontanées de l'enfant. Le développement de ses capacités graphiques suit un schéma régulier qui passe du gribouillage, pendant lequel l'enfant fait l'expérience du matériel, au symbolisme, pendant lequel il représente les sujets par des traits caractéristiques. L'enfant poursuit en général son exploration en direction du dessin d'observation. Jean Piaget a notamment observé et décrit cette séquence reliée au développement cognitif général et à constitution de l'individu. Les pédagogues observent les produits de l'activité de dessin en tant que témoin de cette évolution.
Dès le stade du symbolisme, le dessin permet à l'enfant de s'exprimer. Quand il parle suffisamment bien pour communiquer avec son entourage, le dessin lui permet d'extérioriser ce qu'il ne peut exprimer verbalement. Les psychologues recherchent de ce fait souvent dans les dessins d'enfant des indices des sentiments des enfants.

## Dessin selon les différents outils

### Dessin au fusain
Le fusain, tige de charbon de bois, est l'un des instruments de dessin les plus anciens. Il est largement utilisé dans la réalisation de croquis et d'études (Béguin1995, p. 252).
Plus que le crayon, la pierre noire ou la sanguine, le fusain se prête aux aplats et au rendu du modelé. Le trait varie en largeur et en noirceur, il se brouille au doigt ou au chiffon, s'allège ou se corrige à la mie de pain. Il se reporte sur la feuille voisine s'il la touche. Il a l'inconvénient d'être fragile, à moins d’utiliser un fixatif appliqué généralement avec un pulvérisateur.

### Dessin au crayon

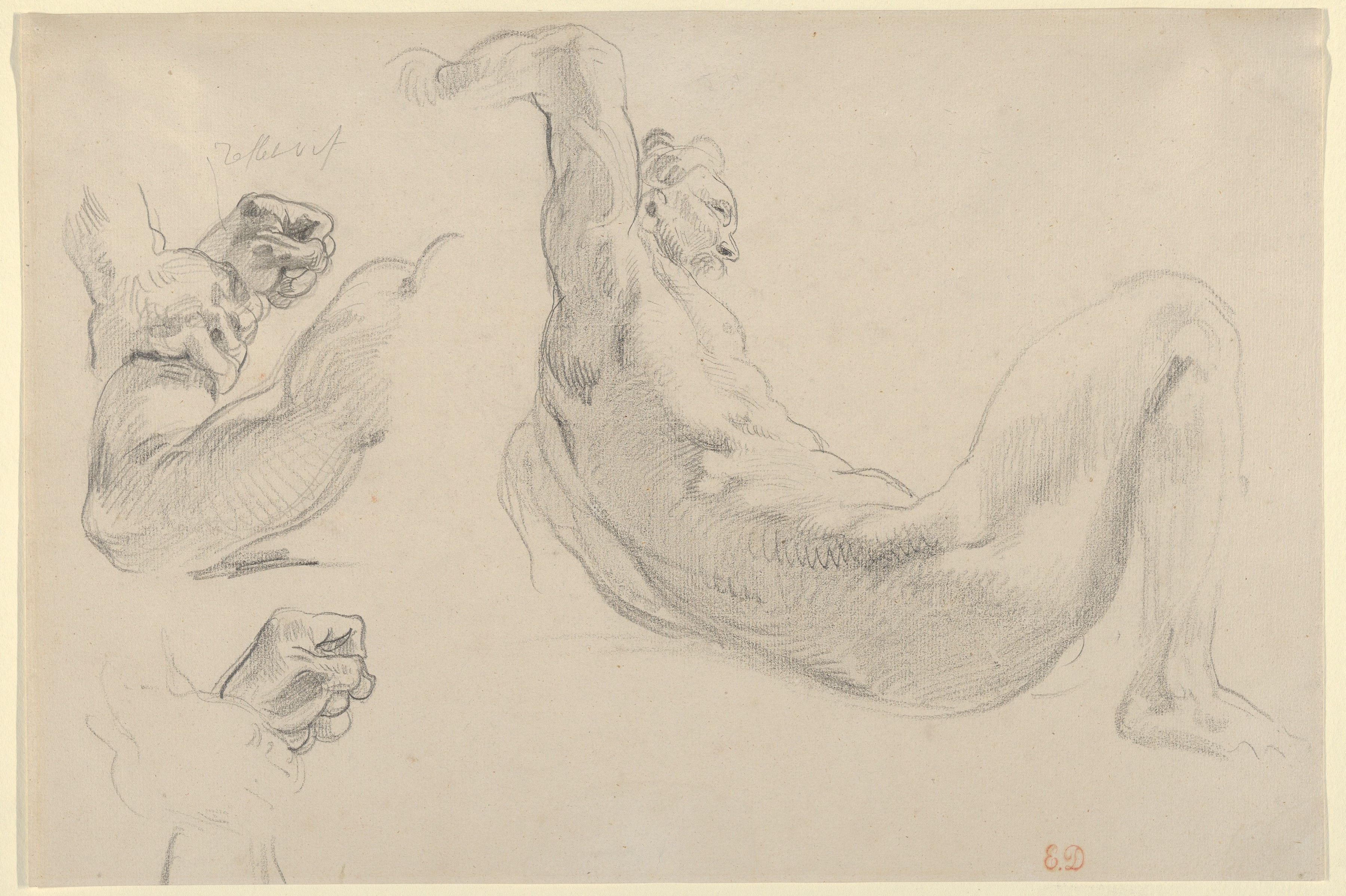
Eugène Delacroix, Étude pour Hercule et les chevaux de Diomède (1855), New York, Metropolitan Museum of Art. Mine graphite sur papier.

En dessin, le « crayon » désigne tout instrument marquant à sec qui se présente sous forme d'un bâton. On parle ainsi de « crayon à bille » (Béguin1995, p. 184).
Le crayon à mine de graphite (autrefois mine de plomb) offre une gamme de possibilités très étendue, selon le type de mine, son affûtage, le grain du papier et les techniques possibles, du contour simple aux nuances de dégradés obtenues par des hachures, frottages, estompages. Le trait peut être allégé ou corrigé à la gomme à effacer, bien que le gommage affecte le papier, et les traits suivants sur la partie modifiée. Cependant, il est difficile d'en obtenir des forts contrastes. Des artistes ont complété le dessin au crayon en marquant le trait fort à la plume.
Dans la bande dessinée, le dessin au crayon, dit crayonné, est, dans la production sans ordinateur, la première étape de la production d'une planche. L'artiste, ou parfois un assistant, termine ensuite le dessin pour qu'il soit prêt pour une reproduction au trait, à l’encre avec une plume ou un pinceau : une fois l’encrage sec, le dessin préliminaire au crayon peut être effacé.
Le trait de crayon dépend, pour une dureté donnée, de la force d'appui sur la mine. Le dessinateur peut utiliser des crayons graphite de plusieurs duretés dans un même dessin.
Le dessin d'académie et le portrait se font fréquemment aux trois crayons. Si la craie et la sanguine s'atténuent et s'effacent à la gomme mie de pain, le trait de pierre noire est définitif.
Le crayon de couleur permet tous les intermédiaires entre le dessin linéaire et la peinture. Le « crayon aquarellable », inventé en 1931, permet de combiner le dessin au trait à une technique proche de l'aquarelle.

### Dessin au stylo à bille

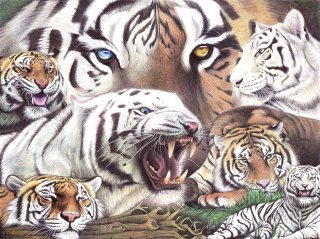
Dessin au stylo à bille couleur.

Le stylo à bille, diffusé à partir de 1950, autorisé dans les écoles en France en 1965, y sert souvent aux élèves pour dessiner dans les marges des cahiers. Il peut également être un véritable outil d'art. De la simple esquisse pour capturer un mouvement jusqu’à l’illustration précise et au dessin d’architecture, le stylo à bille s'adapte à tous les genres.
Dans le dessin artistique, le stylo à bille se distingue par le fait qu'il ne s'efface pas ; le trait est à peu de chose près uniforme, et plutôt léger. Le trait fort s'obtient en repassant plusieurs fois.

### Dessin à la plume
La plume est un instrument de dessin autant que d'écriture au moins depuis la Renaissance. Elle produit un trait fin ou gras selon la pression exercée. Les traits de plume tracés à l'encre indélébile se combinent aussi avec le lavis et l'aquarelle, qui ne les perturbent pas.
Elle sert autant pour le croquis de terrain, pour lequel elle a l'avantage de produire un dessin rapide et contrasté, solide dès que l'encre a séché, que pour les projets élaborés, dans lesquels les hachures peuvent indiquer les valeurs. Sur un dessin ou un croquis au crayon, la plume peut marquer le trait fort ; on efface parfois le crayon pour ne conserver que cette décision finale.
La plume a été l'instrument principal de l'encrage en bande dessinée jusque dans les années 1970.

### Dessin au pinceau
Le pinceau est l’outil de base du dessin en Extrême-Orient, mais il est largement utilisé également en Occident. Sa souplesse permet au dessinateur d'effectuer des déliés très fins et des aplats impossibles à reproduire avec d'autres techniques comme la plume.
Le pinceau est souvent l'outil de prédilection pour l'encrage en bande dessinée. Il est très utilisé par des artistes de styles très différents, comme André Franquin, connu pour son trait expressif et nerveux, ou Milton Caniff qui jouait sur les contrastes du noir et du blanc.

### Dessin aux feutres
Les stylos-feutres, marqueurs ou markers, existent en de nombreuses couleurs et épaisseurs de trait. Des gammes professionnelles permettent de créer ses propres nuances à partir d’encres liquides et de solvants divers. Ils ont trouvé une application spécifique dans le layout ou rough utilisé en publicité pour réaliser des simulations de photographies à réaliser ultérieurement. On utilise un papier spécial, sans grain et semi-transparent, qui ne diffuse pas les solvants et permet de travailler par transparence. Les spécialistes, ou « roughmen », peuvent atteindre des résultats de qualité picturale.

### Dessin sur ordinateur
Le matériel informatique fournit aux dessinateurs des outils pour un dessin qui n'aura quelquefois aucune autre existence que numérique. L'ordinateur sert largement pour la conception assistée par ordinateur et le dessin technique. Les fabricants de matériel informatique ont progressivement produit des périphériques mieux adaptés que la souris au dessin d'illustration, pour lequel le regard et la main ont plus d'importance que les abstractions du dessin industriel.
On peut dessiner à l'aide d'un stylet sur la tablette graphique ; cela implique d'apprendre à regarder l'écran de l'ordinateur alors que sur la surface sur laquelle on pose le stylet est ailleurs. L'écran tactile résout cette difficulté. Des capteurs transmettent à l'ordinateur ou à la tablette tactile la position du stylet, son inclinaison, la force d'appui, etc. Un logiciel éditeur d'image matricielle ou d'image vectorielle transforme ces données en « vecteurs » générateurs de graphisme avec des paramètres que regroupent des « outils » nommés par analogie à ceux du dessin et de la peinture.

## Dessins aux pastels
Les pastels sont des petits bâtons de pigments servant à colorier sur des papiers, on les utilise le plus souvent en arts graphiques. Il existe différents types de pastels, gras ou à l'eau. Les pastels d'initiation scolaire s'achètent généralement en set.

## Droit

### Propriété intellectuelle
Le dessin est soumis, comme les autres œuvres de l'esprit, aux règles de la propriété intellectuelle.
En France, il doit aussi obéir, s'il est publié et représente une personne, aux règles du droit à l'image. La caricature « constitue une tolérance traditionnellement admise à l'égard de ceux dont la profession ou l'activité permet de supposer de leur part une autorisation tacite », mais cette exception au droit à l'image n'est pas toujours reconnue (Pierrat 2002, p. 115-119).

### Dessins et modèles
En droit des affaires, le mot « dessin » ne désigne pas un objet matériel, mais la forme, reconnaissable par le consommateur, d'un objet (design).
En droit français qui transpose une directive communautaire du 13 octobre 1998 relative à la protection des dessins et modèles : « […] tout dessin nouveau, toute forme plastique nouvelle, tout objet industriel qui se différencie de ses similaires, soit par une configuration distincte et reconnaissable lui conférant un caractère de nouveauté, soit par un ou plusieurs effets extérieurs lui donnant une physionomie propre et nouvelle ».
Il profite alors d'une protection d'une durée maximale de 25 ans par période de 5 ans sous réserve qu'il « est nouveau et présente un caractère propre ».
Une protection communautaire existe également au profit de tout dessin original. Un règlement communautaire de 2001 confère une protection opposable à l'échelle de l'Union européenne. Pour les dessins enregistrés à l'Office de l'Union européenne de la propriété intellectuelle (EUIPO), la protection est dans le temps la même qu'en France (de 5 à 25 ans). Pour le dessin (ou modèle) non enregistré, cette protection naît de la première divulgation pour une durée de trois ans.
Il existe enfin à l'échelle internationale une protection qui est opposable à compter de l'enregistrement international des dessins et modèles industriels à l'Office mondial de la Propriété intellectuelle.